# Art Sullivan
Pour les articles homonymes, voir Sullivan.
Marc Liénart van Lidth de Jeude dit Art Sullivan est un chanteur belge né le 22 novembre 1950 à Bruxelles et mort le 27 décembre 2019.

## Biographie
Marc Liénart van Lidth de Jeude est né le 22 novembre 1950 à Bruxelles. Issu de l'aristocratie, il est apparenté à la reine des Belges Mathilde d'Udekem d'Acoz, leur ancêtre commun est leur arrière-arrière-grand-père Jacques-Albert d'Udekem d'Acoz (nl).
Il meurt le 27 décembre 2019 d'un cancer du pancréas, à l'âge de 69 ans.

### Vie privée
En juillet 1974, Art Sullivan fait un voyage aux Pays-Bas pour une émission de télévision. Il y rencontre Johann Lautenschutz, qui deviendra plus tard son compagnon pendant près de 40 ans. Lorsque ce dernier contracte en 1996 une méningite qui le plonge dans le coma pendant 18 mois, le chanteur met sa carrière en veille pour le soigner .
Art Sullivan produira Hugo Sahki qu'il découvre en 2008 au Portugal et avec qui il lia une très grande amitié durant 12 ans.

## Carrière
Art Sullivan reperé par le producteur belge Jacques Verdonck, a connu le succès dans de nombreux pays, plus particulièrement, en Belgique, en France, au Portugal, en Allemagne où encore en Pologne et dans les pays d'Amérique latine. Il a vendu une dizaine de millions de disques entre 1972 et 1978. Des compilations de ses succès sortent encore régulièrement à la fin des années 2010

## Singles
Liste des singles vendus en France et Belgique :
1972
- Ensemble (Termol - Art Sullivan)
- Mourir ou vivre
- Joëlle

1973
- Petite fille aux yeux bleus (Jacques Velt / Art Sullivan)
- Adieu, sois heureuse (Termol / Art Sullivan)
- Une larme d’amour (Jacques Velt / Art Sullivan)
- Aimer pour un été

1974
- Un océan de caresses (Sirna Velt - Art Sullivan / Claude Carrère - Jean Schmitt)
- Revoir (Velt - Art Sullivan)
- Donne, donne moi (Jacques Velt / Art Sullivan / arrgts. Gabriel Yared)
- C'est ma prière
- J'ai pleuré

1975
- Petite Demoiselle (Art Sullivan - Jacques Velt - Charles Dumolin)
- Viens près de moi (Velt - Art Sullivan)
- Jenny (Dumolin - Velt / Velt - Art Sullivan)
- Sans toi
- Appelle-la

1976
- Vivre d'amour, besoin d'amour

1977
- Monsieur tu, madame vous
- Et si tu pars (Art Sullivan)
- Léana
- L'Enfant perdu

1978
- Qu’il me revienne  (Termol)
- Fan fan fan par Art Sullivan and the Cash Band (Art Sullivan - J. Velt - Roland Lienart - M. Wittmann)
- Sur le bord d’une vie (Art Sullivan - J. Velt)
- T’en aller
- Monsieur Chopin

1979
- Douce comme l’amour (Gabriel Yared - J. Velt - Art Sullivan)

1980
- Prends la vie comme elle vient (J. Velt - Art Sullivan)

1983
- Si tu veux (J. Velt - Art Sullivan - Charles Dumolin)

1985
- Le Temps qui passe (J. Velt - Art Sullivan - J. Mercier)

19974[Quoi ?]
- On me dit que je suis fou

2007
- Tout est dans tout

2015
- Liberté

2016
- Donner

Autres
- Détermination
- C'est la vie, c'est jolie
- Soldat de cœur
- Pardonnez-moi
- Linda Bonequinha
- C'était hier
- La Lettre bleue